# Saint-Léger-aux-Bois (Senna Marittima)
Saint-Léger-aux-Bois è un comune francese di 513 abitanti situato nel dipartimento della Senna Marittima nella regione della Normandia.

## Società

### Evoluzione demografica
Abitanti censiti